# 人民最大黨
人民最大黨是中華民國的政黨之一，2009年9月26日成立，發起人是前民主進步黨黨員的許榮淑和范振宗。

## 歷史
2009年9月26日，許榮淑創立人民最大黨。
2010年4月29日，許榮淑、民進黨美麗島系大佬許信良、中國國民黨榮譽主席連戰、中國國民黨榮譽主席吳伯雄、親民黨主席宋楚瑜參觀中國2010年上海世界博覽會，在上海西郊賓館會見中國共產黨中央委員會總書記胡錦濤。
2011年9月28日，許榮淑與人民最大黨副秘書長莊嚴挑著一邊裝山蘇、一邊裝空心菜的扁擔，前往民進黨中央黨部「祝賀」民進黨25週年黨慶，嘲諷民進黨主席蔡英文「空心蔡」且「乞丐趕廟公」開除許榮淑黨籍，也嘲諷民進黨既聽不見人民的聲音、也遠離許榮淑25年前奮鬥的目標。
2015年5月2日，许荣淑與人民最大黨副主席杨荣光到上海市出席第十届两岸经贸文化论坛，许荣淑行前在桃园机场搭机时接受中评社采访，希望已於2014年回任民进党主席的蔡英文勇于突破、大胆西进。
2015年7月7日，許榮淑說，她一生追求民主、自由、人權，也因此成為民進黨創黨黨員，推動老兵返鄉探親運動等人權活動；民進黨卻因為她赴中國大陸訪問就開除她的黨籍，她很不滿民進黨不尊重人民的聲音，所以她創立人民最大黨。
2019年9月17日，喜樂島聯盟、人民最大黨等小黨正式推薦民進黨美麗島系大佬呂秀蓮與前南投縣縣長彭百顯為獨立參選2020年中華民國總統選舉正副總統參選人，並領表登記。

## 歷任黨主席
- 第一任 許榮淑 2009年—現任

## 參選狀況

### 立法委員選舉
在第八屆立法委員選舉中，人民最大黨的區域立委及不分區立委候選人均落選。其中在不分區得票數上僅獲得84,818票、得票率0.6444%，在各黨中排倒數第二。
| 選舉名稱                               | 得票數 | 得票率 | 提名席次 | 當選席次/總席次 | 當選名單 |
| -------------------------------------- | ------ | ------ | -------- | --------------- | -------- |
| 2012年第八屆立法委員選舉（區域）       | 13,761 | 0.11%  | 10       | 0/73            | 無       |
| 2012年第八屆立法委員選舉（全國不分區） | 84,818 | 0.64%  | 2        | 0/34            | 無       |

## 外部連結
- 人民最大黨
- 人民最大黨的Facebook專頁